# Крестовский проспект
Кресто́вский проспект — проспект в историческом районе Острова Петроградского административного района Санкт-Петербурга. Широтная магистраль на Крестовском острове. Проходит от Петроградской улицы до Южной дороги. Пересекает реку Чухонку по 2-му Парковому мосту.

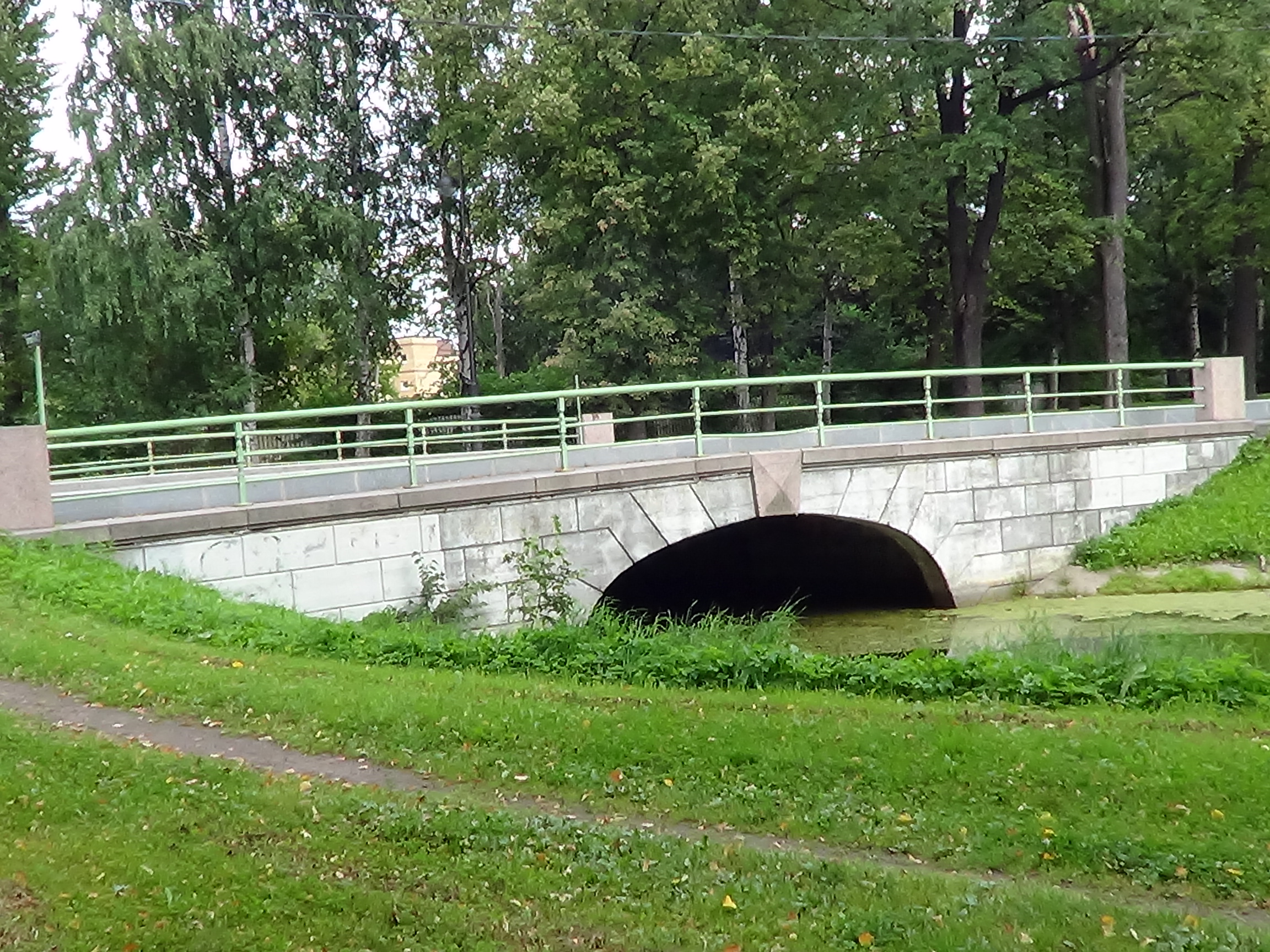
2-й Парковый мост

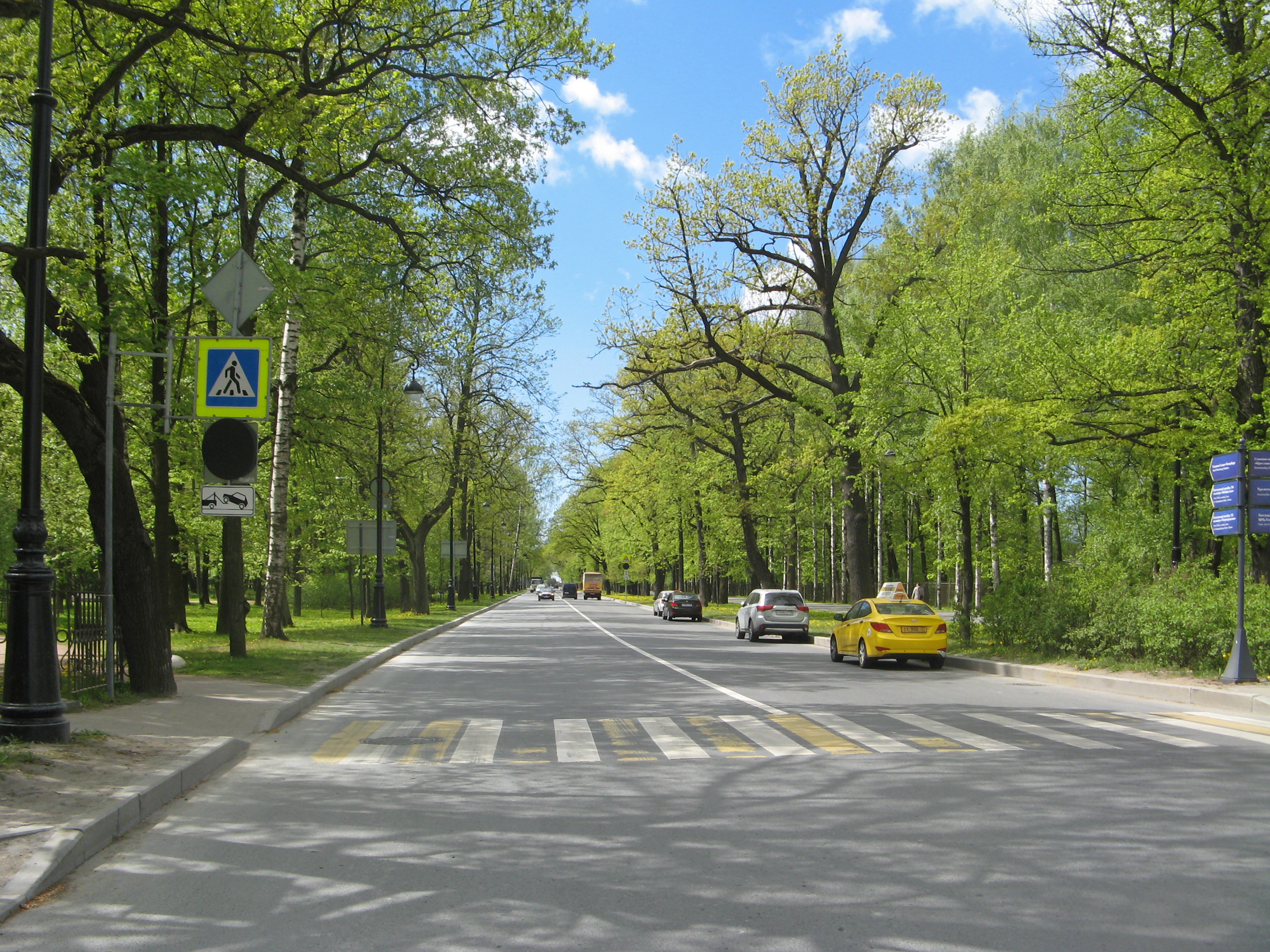
Вид Крестовского проспекта в сторону Приморского парка Победы

## История
Первое название магистрали, Петровский проспект, известно с 1876 года. 16 апреля 1887 года проспект был переименован в Кольскую улицу. В начале XX века начало улицы получило нынешнее название. В современных границах проспект существует с 1957 года, после присоединения к нему Кольской улицы.

## Пересечения
С востока на запад (по увеличению нумерации домов) Крестовский проспект пересекают следующие улицы:
- Петроградская улица — Крестовский проспект примыкает к ней;
- Спортивная улица — пересечение;
- Белосельский переулок — примыкание;
- Рюхина улица — примыкание;
- Южная дорога — Крестовский проспект примыкает к ней.

## Транспорт
Ближайшая к Крестовскому проспекту станция метро — «Крестовский остров» 5-й (Фрунзенско-Приморской) линии (около 300 м по Рюхиной улице).
По Крестовскому проспекту проходят маршруты социальных автобусов № 10, 14, 25 и 25А, но не делают на нём остановок.
В 1947—2007 годах на участке Крестовского проспекта от Спортивной улицы до Южной дороги существовало трамвайное движение. На месте конечной станции «Приморский парк Победы» открыта автобусная станция «Крестовский остров».

## Застройка
- дом 4, литера Б — особняк Д. А. фон Бенкендорфа, 1910, архитектор Эрих Густавсон. В декабре 2020 года дом включили в список выявленных объектов культурного наследия[6]. В 2000 году здание прошло реконструкцию: была надстроена мансарда, внутри были обустроены 4 квартиры[7]. Однако уже 1 ноября 2021 года особняк сняли с охраны, КГИОП объяснил лишение статуса тем, что 20 годами ранее студия Рафаэля Даянова «Архитектурное бюро „Литейная часть-91“» провела реконструкцию, исказив оригинальный исторический облик здания[8][9];
- дом 7 — школа имени И. В. Каргеля и Ф. В. Бедекера[уточнить] (у пересечения со Спортивной улицей);
- дом 44 — стадион «Динамо» (у примыкания Белосельского переулка) — проспект Динамо;
- дом 18 — больница № 9 (у примыкания Белосельского переулка);
- дом 19 — эколого-биологический центр «Крестовский остров»;
- дом 20 — конный центр «Простор»;
- Приморский парк Победы — на запад от Рюхиной улицы;
- дом 34 — бывшая усадьба Белосельских-Белозерских (здание восстановлено)[10].